# Assassinat de Laurent-Désiré Kabila
 (avril 2021).
Si vous disposez d'ouvrages ou d'articles de référence ou si vous connaissez des sites web de qualité traitant du thème abordé ici, merci de compléter l'article en donnant les références utiles à sa vérifiabilité et en les liant à la section « Notes et références ».
L'assassinat de Laurent-Désiré Kabila, président de la république démocratique du Congo, est survenu le 16 janvier 2001 lorsque le président congolais Laurent-Désiré Kabila a été abattu dans son bureau de sa résidence officielle, le palais de Marbre, à Kinshasa, capitale du Congo. L'assassin qui l'a tué est un garçon de 18 ans nommé Rashidi Kasereka, qui a ensuite été abattu. La plupart des informations dont dispose le gouvernement sont que certains anciens kadogos (en) faisaient partie de ce plan.

## Contexte

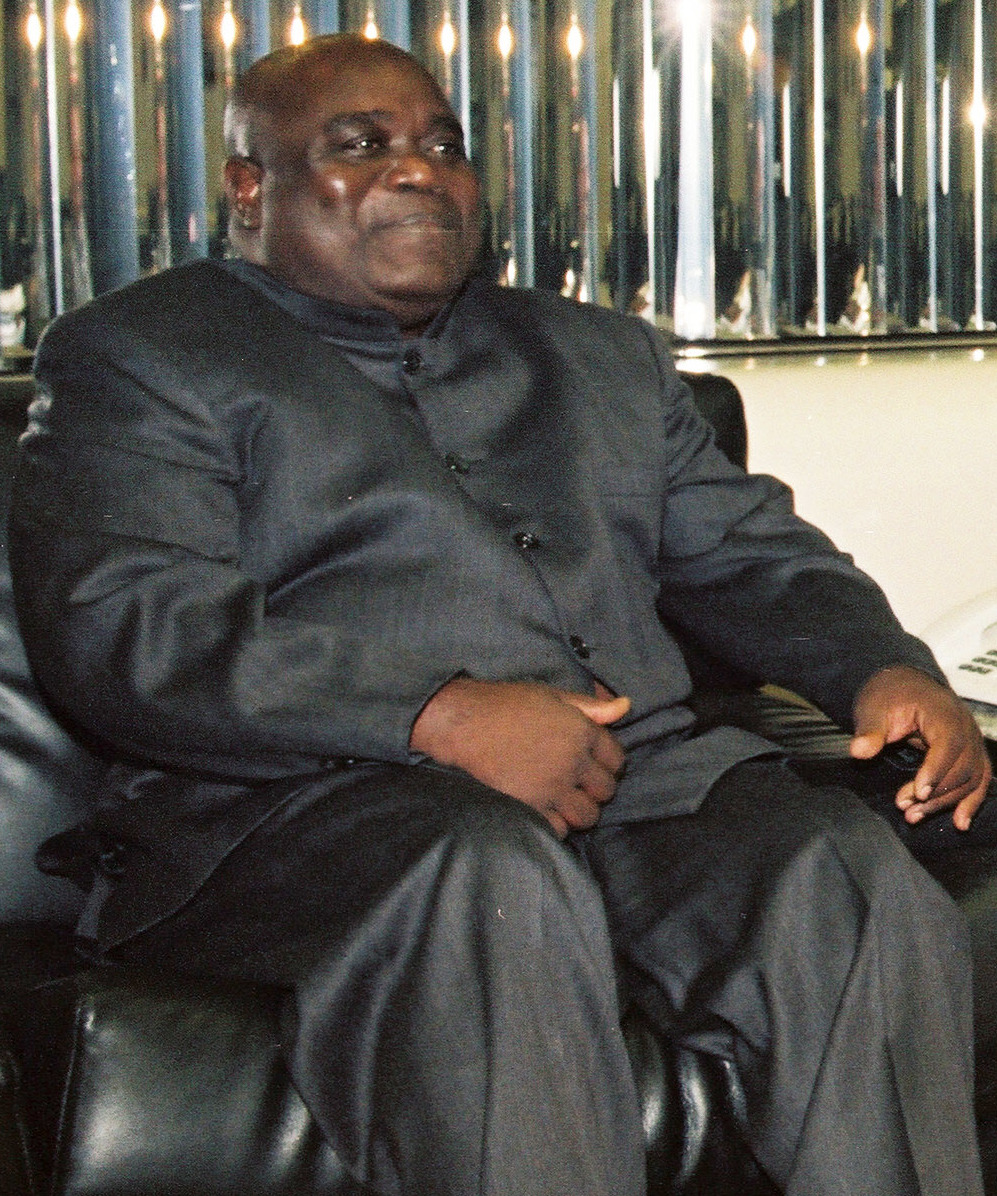
Le président Laurent Désiré Kabila vers 1998.

La réputation de Kabila l'avait rattrapé alors qu'il tuait de plus en plus de kadogos. La veille de son assassinat, Kabila avait assisté à l'exécution de 47 kadogos qui, selon lui, organisaient un complot pour le tuer. Pour cette raison, sa réputation auprès de l'armée avait chuté et la vie de Kabila était en danger. De plus en plus de kadogos étaient tués car Kabila était de plus en plus en danger.
En novembre 2000, Kabila pensait avoir découvert un complot contre lui et avoir arrêté, tourmenté et tué des soldats fidèles au commandant Anselme Masasu Nindaga qui avait prononcé quelques jours auparavant un discours lors d'une réunion de 1 200 kadogos à Kinshasa. Le complot pour assassiner Kabila a commencé au début de janvier 2001 quand un groupe de kadogos est allé à Brazzaville et a élaboré un plan qui a suivi le plan de l'opération Mbongo Zero.

## Opération zéro Mbongo
L'opération Mbongo Zero était le plan élaboré par les conspirateurs qui explique comment ils pénétreraient des positions clés dans la capitale, dont le palais de marbre. Mbongo signifie "taureau" en swahili. Après avoir accédé au palais, les conspirateurs se sont approchés du président avec un revolver et lui ont tiré dessus. Ce groupe de conspirateurs étaient des kadogos ayant combattu avec Kabila contre la dictature militaire de Mobutu Sese Seko. Kasereka aurait dit: «Je vais le tuer».

## Assassinat
Le 16 janvier 2001, l'assassin était entré dans le bureau du président alors que Kabila discutait avec un conseiller économique, Emile Mota, d'un sommet imminent avec la France espérant protéger sa présidence sur le Congo. L'assassin s'est penché sur Kabila et le président s'est penché vers lui, pensant que le garde du corps voulait lui parler. Le garde du corps a ensuite sorti un revolver et a tiré sur le président à quatre reprises, puis s'est échappé du palais avec d'autres conspirateurs pendant que des coups de feu été tirés dans le palais.
L'ancien ministre de la Santé Leonard Mashako Mamba était juste à côté du bureau lorsque Kabila a été abattu et est arrivé immédiatement après l'assassinat.
Mwenze Kongolo attendait son admission au palais à 13 h 45 et a entendu des coups de feu dans le bâtiment. À l'intérieur, d'autres gardes du corps se sont précipités dans la pièce et ont tiré sur l'assassin, qui a été touché d'abord à la jambe, puis deux autres fois pour s'assurer qu'il était mort. Après 15 minutes, Kabila était dans un hélicoptère se dirigeant vers une clinique à Gombe, dans la province de Kinshasa. Le couvre-feu a commencé ce jour-là à 6 h 0, et après 8 h 0, un cortège de voitures est parti de la clinique pour le long trajet en voiture jusqu'à l'aéroport de N'Djili, avec une ambulance au milieu.
Kabila a été transporté à Harare, au Zimbabwe, pour un traitement médical. Il a été déclaré mort le 18 janvier à 10 h 0.

## Funérailles nationales
Kabila a eu des funérailles nationales le 20 janvier, quand il a été transporté par avion à Baudouinville, son village natal, puis à Lubumbashi, puis de retour à Kinshasa. Kabila a été enterré au mausolée de Laurent Désiré Kabila, à Kinshasa. Des soldats armés du Zimbabwe se tenaient autour du Palais du Peuple, où les funérailles ont eu lieu, et les routes voisines ont été bloquées par des voitures blindées. Des centaines de soldats d'un autre allié de guerre, l'Angola, avaient également été appelés.
Les présidents de l'Angola et du Zimbabwe étaient également présents à l'enterrement.

## Conséquences

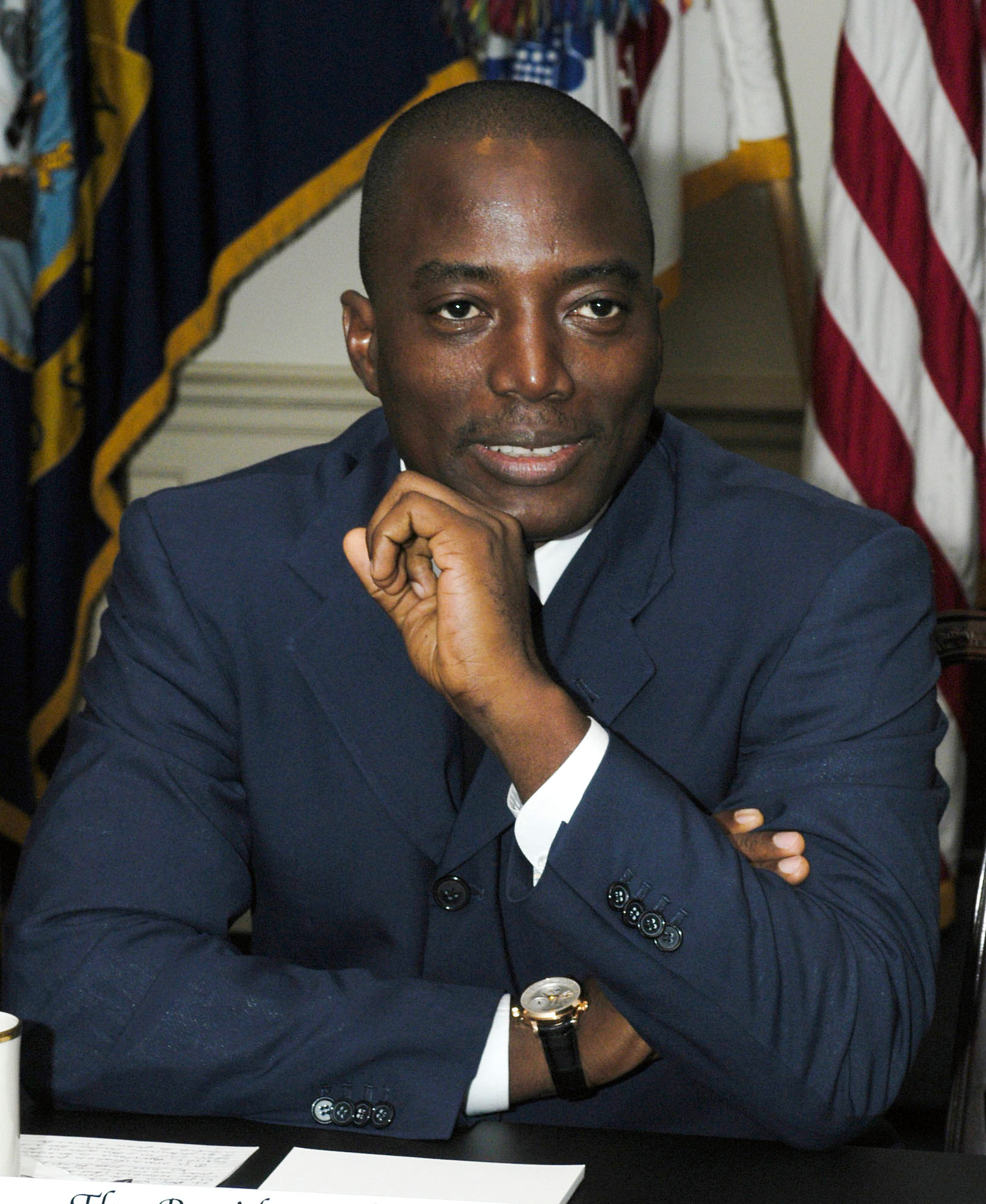
Joseph Kabila, fils et successeur de Laurent-Désiré Kabila.

Après la mort de son père, Joseph Kabila a succédé à son père à l'âge de 29 ans en raison de la déclaration selon laquelle si Laurent devait mourir en fonction, ce serait Joseph qui prendrait le relais. Certaines personnes ont également été accusées d'être impliquées dans un complot visant à le renverser. Le gouvernement avait été stabilisé même en raison de la perte de pouvoir.
Après l'assassinat, un groupe de kadogos a finalement été arrêté et a admis faire partie de l'opération. La raison de l'assassinat est une vengeance après que Kabila les ait trahis après avoir rencontré l'un des ennemis de longue date des kadogos, Paul Kagame. Selon le ministre de la Justice Mwenze Kongolo, le tueur était Rashidi Kasereka, qui a été abattu plus tard en s'échappant du palais.
On a également supposé qu'un garde du corps avait tiré sur Kabila. Une enquête a trouvé 135 personnes accusées du meurtre de Kabila, dont 4 enfants. Certaines sources ont déclaré que 115 personnes étaient accusées. Personne n'a été reconnu comme le tueur de Kabila. La RFI avait diffusé un message radio en France sur la mort de Kabila. Le ministre des Affaires étrangères Louis Michel a déclaré à la RTBF que la mort de Kabila n'était pas un coup d'État mais plutôt "une dispute qui a sombré dans la violence". Michel avait également déclaré que "[Kabila était] mort, tué par son propre garde du corps, qui avait "apparemment tiré deux balles".
L'assassin, Kasereka était dans la région de Kinshasa–Brazzaville (en) avant sa mort. 26 personnes, dont le cousin de Kabila, le colonel Eddy Kapend, ont été condamnées à mort, alors qu'elles n'étaient pas soumises à la peine capitale. 45 ont été proclamés innocents et disculpés. 64 accusés ont été emprisonnés. Selon dpa, le résumé allégué avait vu l'exécution du commandant Masasu et de 34 de ses collègues. La persécution des membres des groupes ethniques de l'est du Congo s'est poursuivie.
À Goma, un porte-parole avait confirmé que des officiers des forces armées congolaises avaient organisé un coup d'État contre Kabila. Le ministre de l'Intérieur Gaetan Kakudjihad a nié ce fait. Eddy Kapend a fait la comparution suivante à la télévision congolaise: "Au chef d'état-major de l'armée, au commandant des forces terrestres, aériennes et navales et à tous les commandants militaires régionaux: je vous ordonne de prendre en charge vos unités." Il a poursuivi: "Jusqu'à nouvel ordre, aucune arme à feu ne doit être tirée pour quelque raison que ce soit".
19 ans plus tard, le 8 janvier 2021, le président Félix Tshisekedi a gracié 28 des condamnés ayant purgé leur peine en 2005, de la prison de Makala à Kinshasa. Le Rwanda qui avait été rival avec le Congo pendant une longue période, et l'Angola auraient été impliqués dans l'assassinat.

## Filmographie
Entre 2009 et 2011, les journalistes Arnaud Zajtman et Marlène Rabaud ont effectué des recherches et réalisé un film d'investigation sur le meurtre de Kabila avec Al Jazeera. Le film, intitulé Meurtre à Kinshasa (en), conclut que les personnes reconnues coupables de la mort de Kabila sont innocentes et que l'assassinat a en fait été organisé par les forces rebelles congolaises avec le soutien du gouvernement rwandais et l'approbation des États-Unis.